# Amanda Walsh
Pour les articles homonymes, voir Walsh.
Amanda Walsh est une actrice anglo-québécoise, née le 3 octobre 1982 à Rigaud en Vaudreuil-Soulanges.

## Biographie
Bien avant que Kaley Cuoco soit auditionnée pour la sitcom de CBS The Big Bang Theory pour le rôle de Penny, voisine de Leonard et Sheldon, Chuck Lorre avait tourné un pilote avec Amanda dans le rôle principal, alors qu'elle était encore inconnue. Le personnage qu'elle devait interpréter - une jolie citadine peu sympathique - a été abandonné par Lorre quand CBS a rejeté le pilote. Il est cependant toujours possible de le trouver sur Internet, bien que Lorre l'ait finalement qualifié de "médiocre". Il y a deux ans, lorsqu'on a suggéré à Lorre que ce pilote alternatif serait intéressant pour les fans, il a répondu que ce "serait intéressant de montrer ses échecs".

## Filmographie
- 1994 : The Return of Tommy Tricker : Lead
- 2000 : Stardom : Music Television Host
- 2001 : La Dernière Chance (Within These Walls) (TV) : Principal
- 2002 : Electric Circus  (série télévisée) : Host
- 2004 : Smallville (série télévisée) : Mandy (1 épisode)
- 2005 : These Girls : Glory Lorraine
- 2006 : Veronica Mars (série télévisée) : Meryl saison 3-
- (1 épisode)
- 2006 : Sons & Daughters : Jenna Halbert (11 épisodes)
- 2007 : Sex and Death 101 : Kathleen
- 2007 : The Mastersons of Manhattan (TV) :  Laura Masterson
- 2007 : Full of It : Vicki Sanders
- 2007 : Paranoïak : Minnie Tyco
- 2007 : Man Maid : Chloe
- 2008 : Wargames: The Dead Code : Annie
- 2009 : Hanté par ses ex (Ghosts of Girlfriends Past) de Mark Waters : Denice, une demoiselle d'honneur
- 2010 : Love and The City (Beauty & the Briefcase) de Gil Junger (TV) : Joanne
- 2011 : Castle : Lulu, une productrice
- 2014 : Mercy de Peter Cornwell : Charlotte
- 2017 : Dirk Gently, détective holistique : Suzie Boreton